# بخش ریگ ملک
بخش ریگ ملک، یکی از بخش‌های شهرستان میرجاوه در استان سیستان و بلوچستان ایران است. مرکز این بخش، شهر ریگ ملک است.

## تقسیمات کشوری
- بخش ریگ ملک
  - دهستان ریگ ملک
  - دهستان تهلاب

شهر: ریگ ملک

## جمعیت
بر پایه سرشماری عمومی نفوس و مسکن در سال ۱۳۹۵، جمعیت بخش ریگ ملک برابر با ۹٬۲۰۲ نفر بوده‌است.